# (46) Hestia
(46) Hestia – planetoida z pasa głównego planetoid okrążająca Słońce w ciągu 4 lat i 4 dni w średniej odległości 2,52 j.a. Została odkryta 16 sierpnia 1857 roku w Oksfordzie przez Normana Pogsona. Jej nazwa pochodzi od Hestii, greckiej bogini ogniska domowego.